# Zuordnungstabelle
Die Zuordnungstabelle (auch assoziatives Array, Dictionary, Hash oder Liste von Schlüssel-Wert-Paaren) ist eine Datenstruktur, bei der anders als bei einem gewöhnlichen Array auch nichtnumerische (oder nicht fortlaufende) Schlüssel, zumeist Zeichenketten, verwendet werden können, um die enthaltenen Elemente zu adressieren; diese sind in keiner festgelegten Reihenfolge abgespeichert. Idealerweise werden die Schlüssel so gewählt, dass eine für die Programmierer nachvollziehbare Verbindung zwischen Schlüssel und Datenwert besteht. Die meisten Programmiersprachen unterstützen assoziative Arrays. Datenbanken welche assoziative Daten halten werden Schlüssel-Werte-Datenbanken genannt.
Mathematisch betrachtet wird durch die Wertezuordnungen in der Zuordnungstabelle eine Abbildung mit endlicher Definitionsmenge und endlicher Bildmenge beschrieben. Eine Implementierung ist mit Bäumen möglich, die bei weitem häufigste Umsetzung ist jedoch die Hashtabelle.

## Programmierung
Die Ausgabe aller Beispiele ist „Mustermann“. Es handelt sich jeweils um das gleiche eindimensionale assoziative Array, implementiert in verschiedenen Sprachen. Mitunter gibt es in den Sprachen weitere Möglichkeiten, Zuordnungstabellen anzulegen.

### JavaScript
```
let
 
person
 
=
 
{

    
vorname
:
 
'Hans'
,

    
name
:
 
'Mustermann'

}

console
.
log
(
person
.
name
)

```

### Python
```
person
 
=
 
{

    
'vorname'
:
 
'Hans'
,

    
'name'
:
 
'Mustermann'

}

# Alternative Schreibweise

person
 
=
 
dict
(

    
vorname
=
'Hans'
,

    
name
=
'Mustermann'

)

print
 
(
person
[
'name'
])

```

### Perl
```
%person
 
=
 
(

    
vorname
 
=>
 
'Hans'
,

    
name
 
=>
 
'Mustermann'

);

# Alternative Schreibweise

%person
 
=
 
(

    
'vorname'
,
 
'Hans'
,

    
'name'
,
 
'Mustermann'

);

print
 
$person
{
'name'
};

```

### Tcl
```
array
 
set
 
person
 
{

    
vorname
    
Hans

    
name
       
Mustermann

}

puts
 
$person
(
name
)

```

### Haskell
```
import
 
qualified
 
Data.Map
 
as
 
M

-- ...

someAction
 
::
 
IO
 
()

someAction
 
=
 
putStrLn
 
$
 
person
 
M
.!
 
"Name"

    
where
 
person
 
=
 
M
.
fromList
 
[

        
(
"vorname"
,
 
"Hans"
),

        
(
"name"
,
 
"Mustermann"
),

    
]

```

### Common Lisp
```
(
defparameter
 
*person*
 
(
make-hash-table
))

(
setf
 
(
gethash
 
'vorname
    
*person*
)
 
"Hans"
)

(
setf
 
(
gethash
 
'name
       
*person*
)
 
"Mustermann"
)

(
loop
 
for
 
key
 
being
 
the
 
hash-keys
 
in
 
*person*

      
using
 
(
hash-value
 
val
)

      
do
 
(
format
 
t
 
"~10a => ~a~%"
 
key
 
val
))

```

### Objective-C
```
NSMutableDictionary
 
*
person
 
=
 
[[
NSMutableDictionary
 
alloc
]
 
init
];

[
person
 
setValue
:
@"Hans"
 
forKey
:
@"vorname"
];

[
person
 
setValue
:
@"Mustermann"
 
forKey
:
@"name"
];

NSLog
(
@"%@"
,
 
[
person
 
valueForKey
:
@"name"
]);

```

### PL/SQL
```
DECLARE

    
TYPE
 
ty_person
 
IS
 
TABLE
 
OF
 
VARCHAR2
(
50
)
 
INDEX
 
BY
 
VARCHAR2
(
50
);

    person  ty_person;

BEGIN

    person('vorname')    := 'Hans';

    person('name')       := 'Mustermann';

    DBMS_OUTPUT.PUT_LINE(person('name'));

END;

```